# Читимача (народ)
Читимача (англ. Chitimacha) — индейский народ в США, коренные жители штата Луизиана, являются единственным коренным народом в штате, который всё еще контролирует часть своей традиционной территории.

## Язык

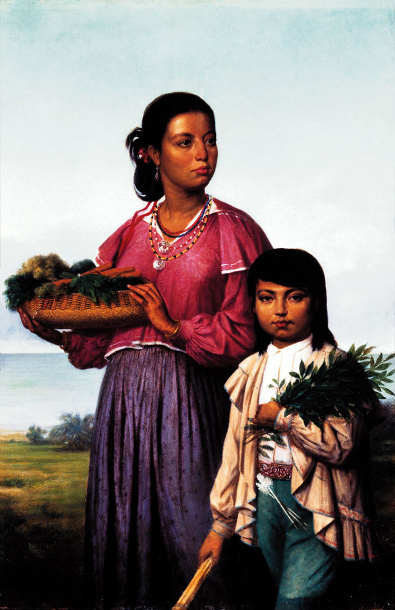
«Два индейца читимача»
Картина Франсуа Бернара; 1870

Народ исторически говорил на языке читимача, языковом изоляте. Последние два носителя языка, Бенжамен Поль и Дельфина Дюклу, умерли в 1930-х годах, но американский лингвист и антрополог Моррис Сводеш смог записать их язык и истории народа. Его полевые заметки и последующие публикации являются основным источником информации об этом языке. Племя работает с 1990-х годов, чтобы оживить язык, основываясь на его работах. Читимача начали занятия для детей и взрослых. В 2008 году они сотрудничали с Rosetta Stone по разработке программного обеспечения для поддержки изучения языка. Каждая семья племени получила копию, чтобы поддержать использование языка дома. Большинство современных читимача говорят на каджунском французском и английском языках. 

## Группы читимача
До появления европейцев на их территориях читимача образовывали конфедерацию из 15 поселений и были разделены на четыре группы: чауаша («Земля енота»), уаша («Охотничий шаг»), собственно читимача и ягенечито («Большая страна»). Они основали свои деревни посреди многочисленных болот, протоков и рек Атчафалайя-Бейсин. Верховный вождь номинально представлял центральную власть всех поселений, но при этом, все четыре группы действовали самостоятельно и децентрализованно. К тому времени, когда их война с французами закончилась в 1718 году, читимача разделилась на две части: восточную (или миссисипскую) группу на Байу-Лафурш и западную группу на нижней Байу-Теш, Гранд-Лейк и реке Атчафалайя.
Во время правления испанцев восточные читимача дали разрешение двум небольшим группам таэнса и хоума поселиться на Гранд-Лейк. Испанская перепись 1768 года упоминает их как живущих в двух деревнях: одна из примерно 60 человек на Байу-Лафурш близ Плакемина; а другая с 15 людьми в Пойнт-Купе. Чтобы объединить эти две группы, испанцы отправили их в резервацию возле Плакемина в 1781 году. Три года спустя в этом поселении проживало около 100 человек. Американцы в 1805 году обнаружили единственную смешанную деревню читимача и хоума на Байу-Лафурш и это было последнее упоминание о восточных читимача. Предполагается, что оставшиеся в живых присоединились к хоума.
Западные читимача были лучше защищены своим местоположением от вторжения белых людей и других индейских племён, но к 1790 году и их изоляция закончилась. Прибывшие в Луизиану акадийцы начали вступать в браки с ними и обращать их в католицизм. В результате большая часть их племенной традиции была утрачена, а язык читимача был постепенно заменён каджунским французским. Когда американские чиновники провели свой первый учёт индейских племён Луизианы в 1804 году, всё, что осталось от некогда многочисленного и могущественного народа, кроме единственной и вскоре исчезнувшей смешанной деревни с хоума на Байу-Лафурш, было 100 западных читимача, живущих в двух деревнях на Байу-Теш.

## История
Чрезвычайно благоприятное местоположение читимача и природные особенности района позволяли им жить изолированно от белых людей в течение почти двух веков. Некоторые испанские моряки останавливались на берегу Луизианы после 1519 года, но множество болот и рукавов в дельте препятствовали установлению поселений, и они покидали эту территорию не встречая местных индейцев.
В 1682 году читимача сталкиваются с экспедицией Рене-Робера Кавелье де Ла Саля, которая успешно спустилась на каноэ вниз по Миссисипи и вышла в Мексиканский залив. Когда французы прибыли в 1699 году на территорию читимача, их конфедерация была вероятно самым могущественным союзом на побережье Мексиканского залива к западу от Флориды. Окруженные естественной крепостью из болот и рек, читимача были практически неуязвимы для нападения или вторжения своих соседей. Деревни были довольно большими, в среднем более 500 человек, и располагались вдоль ручьёв или озёр.

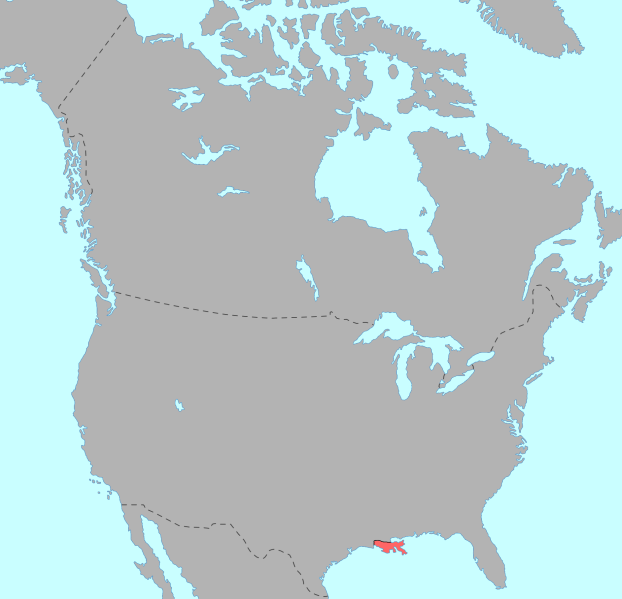
Традиционная территория индейцев читимача

Первыми племенами, которые французы встретили на юге современных Соединённых Штатов, были таэнса, аколаписса, хоума, байогула и билокси. Представители Франции установили отношения с индейцами, которые были в лучшем случае нейтральными, а в основном враждебными конфедерации читимача. В августе 1706 года таэнса пригласили несколько семей читимача и ягенечито в свою деревню, а затем взяли ничего не подозревающих гостей в плен, чтобы затем продать французам в рабство. В январе 1707 года читимача и ягенечито послали военный отряд, чтобы наказать таэнса за похищение. Но прежде, чем воины смогли найти кого-нибудь из таэнса, чтобы убить, они наткнулись на лагерь Жан-Франсуа Бюиссона де Сен-Косме, миссионера-иезуита, который в сопровождении своего слуги-индейца и двух других французов, спускался по Миссисипи. Читимача убили белых и бросили их тела в реку, позволив слуге бежать, который позже вернулся к французам и рассказал о случившимся. Губернатор Луизианы Жан-Батист Ле Муан де Бьенвиль объявил войну читимача. На стороне французов, кроме союзных им племён, выступили даже чауаша. Поскольку они знали путь через болота к западу от реки, они смогли провести французские отряды к деревням читимача. Война длилась почти 12 лет и закончилась в 1718 году, разделив конфедерацию читимача на две части — восточную и западную.
Постепенно восточные читимача перемешались с другими племенами и перестали существовать как независимая группа. Западные читимача смогли выжить и заключить договор с американским правительством о создании резервации. Читимача были первым индейским племенем, живущем в Луизиане, которое было официально признано федеральным правительство. В результате этого племя получило некоторые аннуитеты и финансовые выгоды. Но население продолжало сокращаться и к 1930 году в племени было зарегистрировано в общей сложности 51 человек.
Начиная с этого минимума, население стало увеличиваться. Мужчины начали получать хорошую работу, трудясь на нефтяных месторождениях Луизианы в качестве бурильщиков и бригадиров. В начале XXI века племя сообщило, что в нём насчитывается более 900 зарегистрированных членов, часть из которых, проживала в собственной резервации.

## Население
Во время прибытия Христофора Колумба в Америку, по оценкам историков, общая численность четырёх групп читимача составляла около 20 000 человек. Хотя читимача практически не имели прямого контакта с европейцами в течение ещё двух столетий, они пострадали от евразийских инфекционных заболеваний, заразившись от других индейских племён, которые торговали с ними. Как и другие коренные американцы, читимача не имели иммунитета к этим новым болезням и страдали от высокой смертности во время эпидемий.
К 1700 году, когда французы начали колонизировать долину реки Миссисипи, племя резко сократилось. В то время чауаша насчитывала около 700 человек, уаша — около 1400, читимача — около 4000, а ягеничито — примерно 3000. В 1758 году их совокупное население было менее 400 человек, а к 1784 году осталось всего 135 читимача.
Перепись населения США 1900 года зарегистрировала шесть семей читимача с общим числом 55 человек, три из которых были классифицированы как чистокровные. В 1910 году было зарегистрировано 69 читимача; 19 из их детей были учениками в Карлайлской индейской школе в Пенсильвании. В 2010 году общее число читимача составляло 1036 человек, а вместе с метисами их насчитывалось 1 552 человека.